# شب‌خروش لبه‌زنگاری
شب‌خروش لبه‌زنگاری (نام علمی: Penelope superciliaris) نام یک گونه از سرده شب‌خروش‌های اصلی است.